# 王延翰
王 延翰（おう えんかん）は、十国閩の第2代の王。太祖王審知の長男。

## 生涯
父の在位中は威武軍節度副使に任じられていた。同光3年（925年）、王審知の薨去により王位を継承した。当初は後唐より威武軍節度使に任じられただけであったが、天成元年（926年）に大閩国王に封じられた。
史書の伝えるところによれば、嗣王の性格は驕傲荒淫かつ残忍凶暴であり、また兄弟に民間の女性を強引に後宮に連れて来させるなどの暴政を尽くし、その結果同年に弟の王延鈞及び王審知の養子である王延稟の叛乱を招いた。12月8日（927年1月14日）、嗣王は王延稟により捕えられて斬首された。